# Lenguas romances italo-occidentales

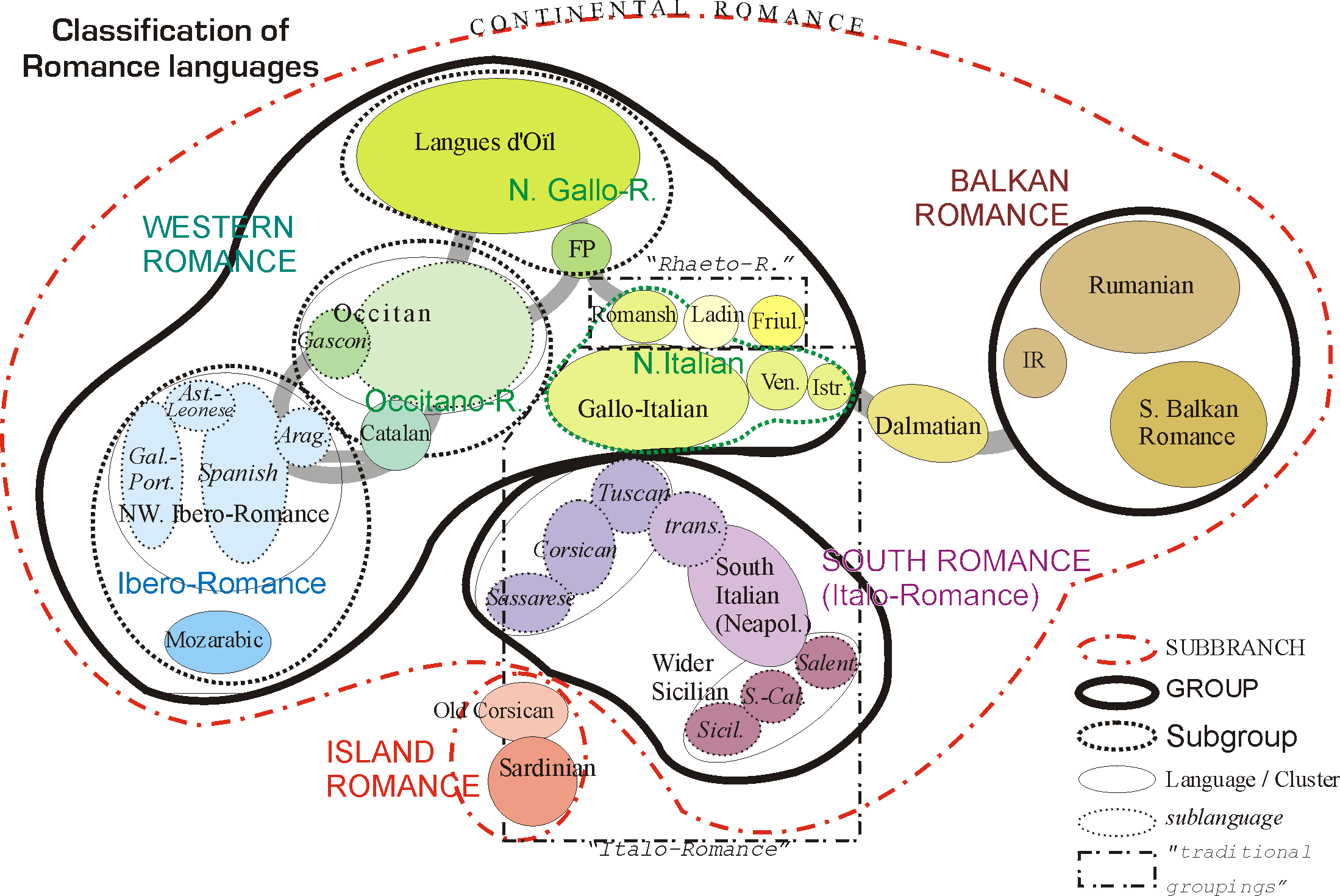
Clasificación de las lenguas romances de acuerdo con Koryakov Y.B.

Clasificación: Indoeuropeo > Itálico > Romance > 
Las lenguas italo-occidentales es una denominación usada por Ethnologue para clasificar las lenguas romances, basada en el supuesto de que dejando a un lado las variantes de sardo y el corso, el resto de las lenguas romances se dividen en dos grupos principales: el romance occidental (o italo-occidental en su terminología) y el romance oriental. 
Sin embargo, esta clasificación no se considera filogenética porque las lenguas italorromances comparten muchas isoglosas, similitudes léxicas y sintaxis con las lenguas balcorromances, por lo que comúnmente se incluyen dentro las lenguas romances orientales. Las lenguas italorromances no pueden agruparse con las romances occidentales porque tienen el plural en (-i, -e), no sonorizan las oclusivas sordas intervocálicas, conservan el grupo -cl intervocálico, las vocales intertónicas, la -d intervocálica y las gemidas, rasgos que el romance occidental perdió, el participio femenino acaba en -ta, la evolución de las vocales es diferente y se pierden las -s latinas finales. En sintaxis, pronombres, los adjetivos posesivos van detrás de la palabra y el uso de artículos para referirse estrictamente a una cosa es obligatorio. Estas características el italorromance las comparten únicamente con el romance oriental, pero no con el occidental.

## Lenguas del grupo
El grupo de lenguas italo-occidentales es el grupo más grande de las lenguas románicas. Comprende 38 lenguas en 2 ramas: italo-dálmata e italo-occidentales del oeste.
Lenguas romances italo-occidentales
- Lenguas italo-dálmatas
- Subgrupo occidental

La clasificación detallada usada por Ethnologue es la siguiente:
- Galo-Ibérico
  - Galo-Romance
    - Galo-Itálico
    - Galo-Rético
      - Oïl 
        - Grupo francés
        - Grupo sureste

      - Rético

  - Grupo Ibero-Romance
    - Ibero-Oriental
      - Occitano
      - Catalán-valenciano-balear

    - Ibero-Occidental
      - Astur-Leonés
      - Castellano
      - Galaico-Portugués
- Pirenaico-Mozárabe
  - Pirenaico
    - Aragonés

  - Mozárabe